# Kenny Mwansa
Kenny Mwansa est un boxeur zambien né le 14 juillet 1949 à Luanshya.

## Carrière
Kenny Mwansa participe aux Jeux olympiques d'été de 1968 à Mexico dans la catégorie des moins de 51 kg. Après avoir éliminé au premier tour le Philippin Rodolfo Díaz, il s'incline au tour suivant contre le Soviétique Nikolay Novikov.
Il remporte la même année la médaille de bronze dans la catégorie des moins de 51 kg aux championnats d'Afrique à Lusaka.